# Xorret de Catí
Xorret de Catí est une zone rurale de montagne de la Communauté valencienne, en Espagne. Elle est située dans la province d'Alicante, entre les villes de Castalla et Petrer, à 1 097 mètres d'altitude.

## Toponymie
Xorret, diminutif de xorro, signifie « filet » en valencien, d'après le nom d'une petite source de la Rambla del Puça.

## Géographie
La zone se trouve dans la sierra del Fraile, qui culmine à une altitude de 1 261 mètres, parfois aussi appelé sierra de Catí, située au nord de la sierra del Cid et à l'ouest de la sierra del Maigmó. On peut y accéder par Petrer ou par Castalla. La végétation est typique de la Méditerranée, avec une prédominance de pins, de chênes et d'arbustes comme le thym, la lavande, l'ajonc et la sauge.

## Cyclisme
La route depuis Castalla est une ascension très difficile, célèbre en Espagne, par les arrivées du Tour d'Espagne, au sommet de Xorret. Elle a une longueur de quatre kilomètres, avec un dénivelé de 437 mètres et des pentes jusqu'à 22 %.
Xorret de Catí a été l'arrivée de sept étapes du Tour d'Espagne. Les vainqueurs d'étapes et leaders de course étaient :
| Edition | Vainqueur d'étape    | Leader du tour     |
| ------- | -------------------- | ------------------ |
| 1998    | José María Jiménez   | José María Jiménez |
| 2000    | Eladio Jiménez       | Alex Zülle         |
| 2004    | Eladio Jiménez       | Floyd Landis       |
| 2009    | Gustavo César Veloso | Alejandro Valverde |
| 2010    | David Moncoutié      | Igor Antón         |
| 2017    | Julian Alaphilippe   | Christopher Froome |
| 2023    | Primož Roglič        | Sepp Kuss          |